# Bibi Ajsza
Bibi Ajsza (pers. ‏بی‌بی عایشه‎, ur. około 1951 w Nahrin), pseud. Kaftar (tłum. Gołębica) – afgańska watażka i dowódczyni wojskowa pochodzenia tadżyckiego. 
Jest jedyną udokumentowaną kobietą na takim stanowisku w najnowszej historii Afganistanu. Swój pseudonim zawdzięczała opiniom, że „poruszała się i zabijała z wdzięcznością ptaka”. Podczas dowodzenia zawsze towarzyszył jej męski opiekun, mahram, a sama była znana z okrucieństwa wobec pojmanych jeńców.  
Od lat 80. kierowała ona lokalną milicją, początkowo walcząc z wojskami radzieckimi, następnie z talibami w ramach działania w Stowarzyszeniu Muzułmańskim w Afganistanie.
18 października 2020 r. jej oddział został rozbity przez talibów, a ona sama poddała się talibskiemu oddziałowi dowodzonemu przez jednego z skonfliktowanych z nią członków rodziny, prawdopodobnie w celu uniknięcia wewnątrzrodzinnej wendety.